# Holbox
Holbox est une petite île du golfe du Mexique située sur la côte nord de la péninsule du Yucatán, dans l'État mexicain de Quintana Roo. Elle se trouve à 21°31′18″N de latitude et à 87°22′36″O de longitude. Sur le plan administratif, elle fait partie de la municipalité de Lázaro Cárdenas.

## Géographie

### Situation

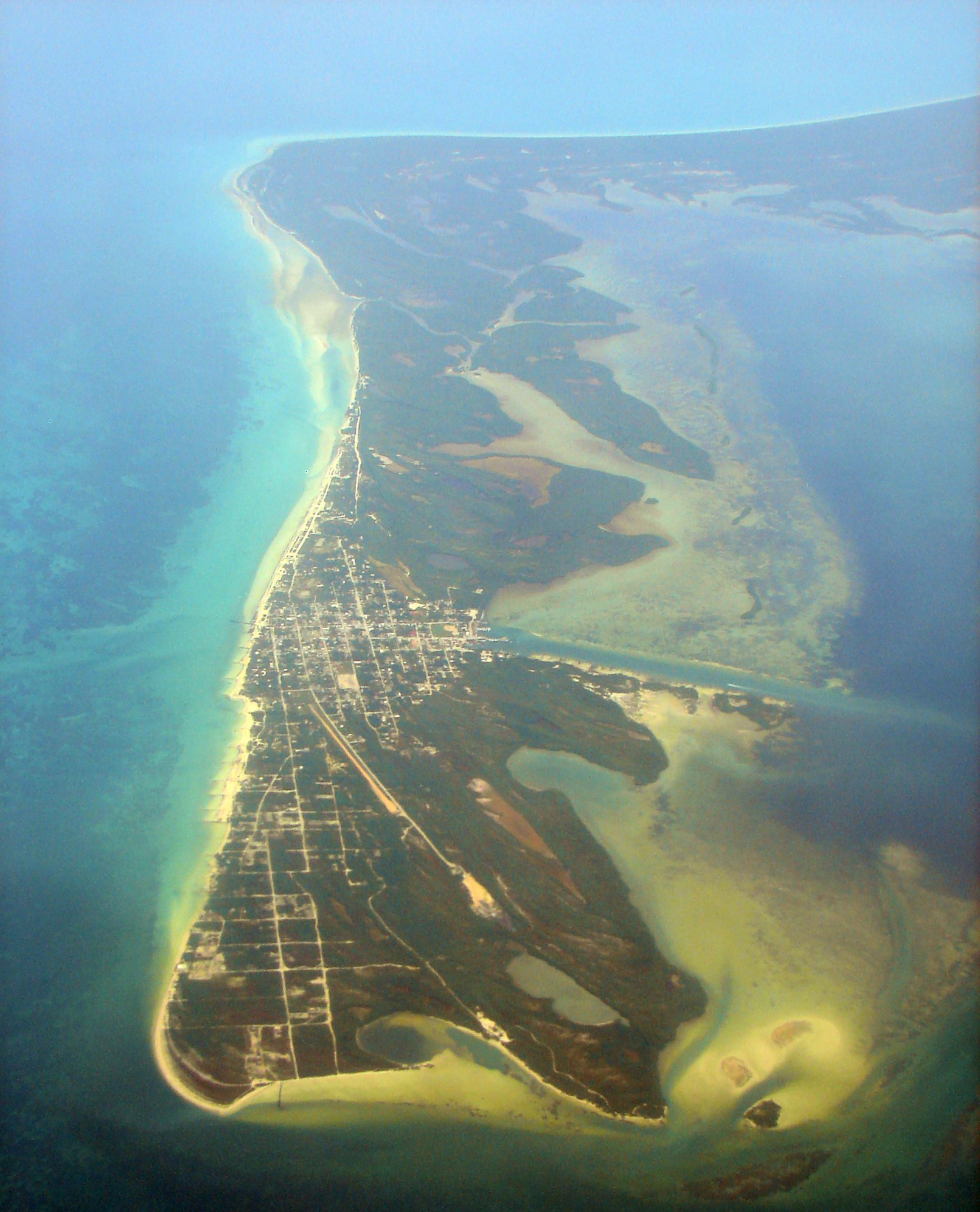
Vue aerienne de Holbox

D'une superficie d'environ 56 km², l'île de Holbox mesure 34 km de long pour environ 1,6 km de largeur. L'île fait partie d'un cordon littoral et se localise à l'ouest du cap Catoche, à 1,30 km de Paso Xulul, sur les terres continentales de l'État de Quintana Roo. Elle est séparée du continent par la lagune de Yalahau. La localité de Holbox (ou Isla Holbox), se trouve non loin de l'extrémité ouest de l'île, à 69 km au nord-ouest de Cancún.

### Faune et flore
Holbox fait partie de la réserve naturelle Yum-Balam (Área de Protección de Flora y Fauna Yum Balam). De nombreux requins-baleines y sont visibles dans les eaux environnant l'île, chaque année entre la mi-juin et le mois de septembre, et donnent lieu à une activité touristique croissante de plongée sous-marine.

## Histoire et peuplement
Selon le Mexiko-Lexikon, les premiers habitants de Holbox étaient des Mayas. Le nom Holbox signifie, en maya yucatèque, « pieds poilus », et renvoie peut-être aux eaux de la lagune assombries par les plantes de la mangrove.
Selon le site gouvernemental anglophone de l'île de Holbox, un document envoyé par Don Bartolomé Magaña au gouverneur du Yucatan au début du mois de décembre 1852 serait la première source connue concernant le peuplement de l'île : elle vient alors d'être occupée pour la première fois par des réfugiés en provenance de la région des villages de Xcan, Labcah et Yalahua, qui ont été attaqués par les Mayas. Malgré l'ordre d'évacuation donné par l'armée du Yucatan dans la crainte de nouvelles attaques, les habitants nouvellement installés sur Holbox refusent de partir. En 1854, ils sont reconnus comme habitants de l'île et y fondent une ville. L'économie de l'île se développe avec l'arrivée de deux compagnies de production et d'export de bois, qui entraîne la venue de milliers de travailleurs. En 1886, un ouragan ravage l'île, mais ses habitants persistent : la ville, déplacée sur un autre site, est reconstruite et dotée d'installations militaires et d'une école. La période révolutionnaire du Mexique voit la fermeture des compagnies d'export de bois, qui provoque le départ de nombreux habitants ; ceux qui restent vivent principalement de la pêche.
Lors du recensement de 2005, l'île abritait 1198 habitants.

## Transports
Holbox est desservie par des navires et un ferry qui font la navette entre l'île et le village portuaire de Chiquilá sur la côte nord du Quintana Roo ; le trajet en mer dure entre un quart d'heure et vingt minutes. L'île dispose aussi d'un aéroport qui peut accueillir de petits avions : des taxis aériens circulent entre l'île et Cancún.
L'île n'a pratiquement pas de voitures, la plupart des habitants et des touristes se déplaçant en voiturette de golf ou à cyclomoteur. L'entrée des véhicules n'est pas autorisée à Holbox, afin de protéger l'environnement et prévenir l'ensablement des rues.